# Athol Townley
Athol Gordon Townley (3 de Outubro de 1905 – 24 de Dezembro de 1963) foi um político australiano que serviu como Ministro da Defesa. Nascido em Hobart, qualificou-se como químico farmacêutico em 1928. Juntou-se à Marinha Australiana em Setembro de 1940, e em Fevereiro de 1941 foi enviado para Inglaterra para treinar em detecção e desarmamento de minas. Voltando à Austrália, comandou uma embarcação patrulha. Mais tarde na guerra, foi promovido a Tenente e participou na Campanha da Nova Guiné. Depois da guerra, serviu também como Ministro da Aviação Civil, entre 1954 e 1956.